# Nueva Prusia Oriental
Nueva Prusia Oriental (en alemán: Neuostpreußen; en polaco: Prusy Nowowschodnie; en lituano: Naujieji Rytprūsiai) era una provincia del Reino de Prusia que tuvo existencia entre 1795 y 1807. Se creó a partir de territorios anexionados en la Tercera partición de la República de las Dos Naciones e incluían partes de los voivodatos de Mazovia, Podlaquia, Trakai y Žemaitija. En 1806 estaba poblada por 914.610 habitantes con una extensión territorial de menos de 55.000 km².

## Geografía
Nueva Prusia Oriental comprendía territorio entre Prusia Oriental y los ríos Vístula, Bug y Neman.

## Tratados de Tilsit de 1807
Después de la victoria de Napoleón Bonaparte en la Guerra de la Cuarta Coalición y la rebelión de Gran Polonia en 1806 la Provincia de Nueva Prusia Oriental fue cedida de acuerdo con los Tratados de Tilsit:
- El Departamento de Plozk se convirtió en parte del Ducado de Varsovia, un estado clientelar francés
- El Departamento de Białystok fue cedido al Imperio ruso

## Regiones administrativas

Nueva Prusia Oriental (Neuostpreußen) y los Departamentos de Plozk y Bialystok, 1801-1807.

Nueva Prusia Oriental fue dividida en los Kammerdepartements Bialystok y Plozk que fueron divididos en los siguientes condados (Kreise):
- Departamento de Bialystok
  - Bialystok
  - Bielsk
  - Bobrz
  - Dombrowa
  - Drohiczyn
  - Kalwary
  - Lomza
  - Mariampol
  - Surasz
  - Wygry
- Departamento de Plozk
  - Lipno
  - Mlawa
  - Ostrolenka
  - Plozk
  - Przasnik
  - Pultusk
  - Wyszogrod